# Scopula rufifimbria
Scopula rufifimbria là một loài bướm đêm trong họ Geometridae.